# Jakob Ginsberg

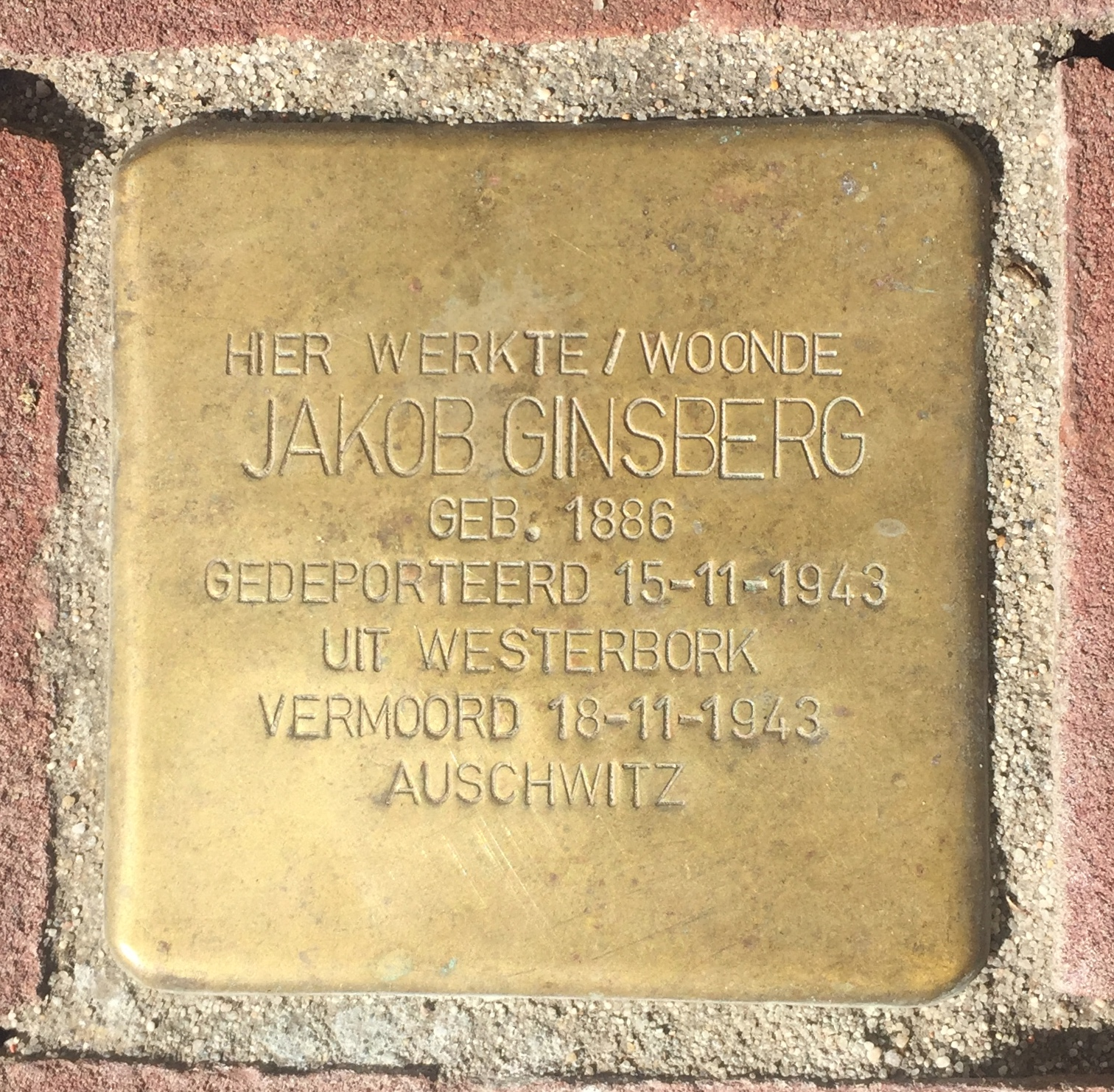
Stolperstein voor Ginsberg in Leiden

Jakob Ginsberg (Łódź, 1 of 13 februari 1886 – Auschwitz, 18 november 1943) was een Pools-Nederlands boekhandelaar en uitgever.

## Biografie
Jakob Ginsberg werd geboren in Łódź, toenmalig onderdeel van het Russische Rijk, als zoon van Joodse ouders. Hij studeerde Oosterse letterkunde aan de Kaiser Wilhelm Universität in Straatsburg. Tijdens de Eerste Wereldoorlog werd Ginsberg, als Russisch staatsburger, geïnterneerd. Dankzij de tussenkomst van de Leidse hoogleraren Nicolaas van Wijk en Christiaan Snouck Hurgronje werd hij vrijgelaten. Na zijn vrijlating vestigde hij zich in Leiden, waar hij rond 1922 een boekhandel opende aan de Lange Diefsteeg. In 1928 verhuisde de boekhandel naar Kort Rapenburg 17.
Ginsberg onderhield contacten in Oost-Europa en reisde regelmatig naar het buitenland. Vanwege deze connecties, en zijn vriendschap met professor Van Wijk, werd hij door de Leidse politie als een verdacht figuur gezien. Er werden vermoedens geuit over een mogelijke communistische achtergrond, maar hiervoor werden geen bewijzen gevonden.

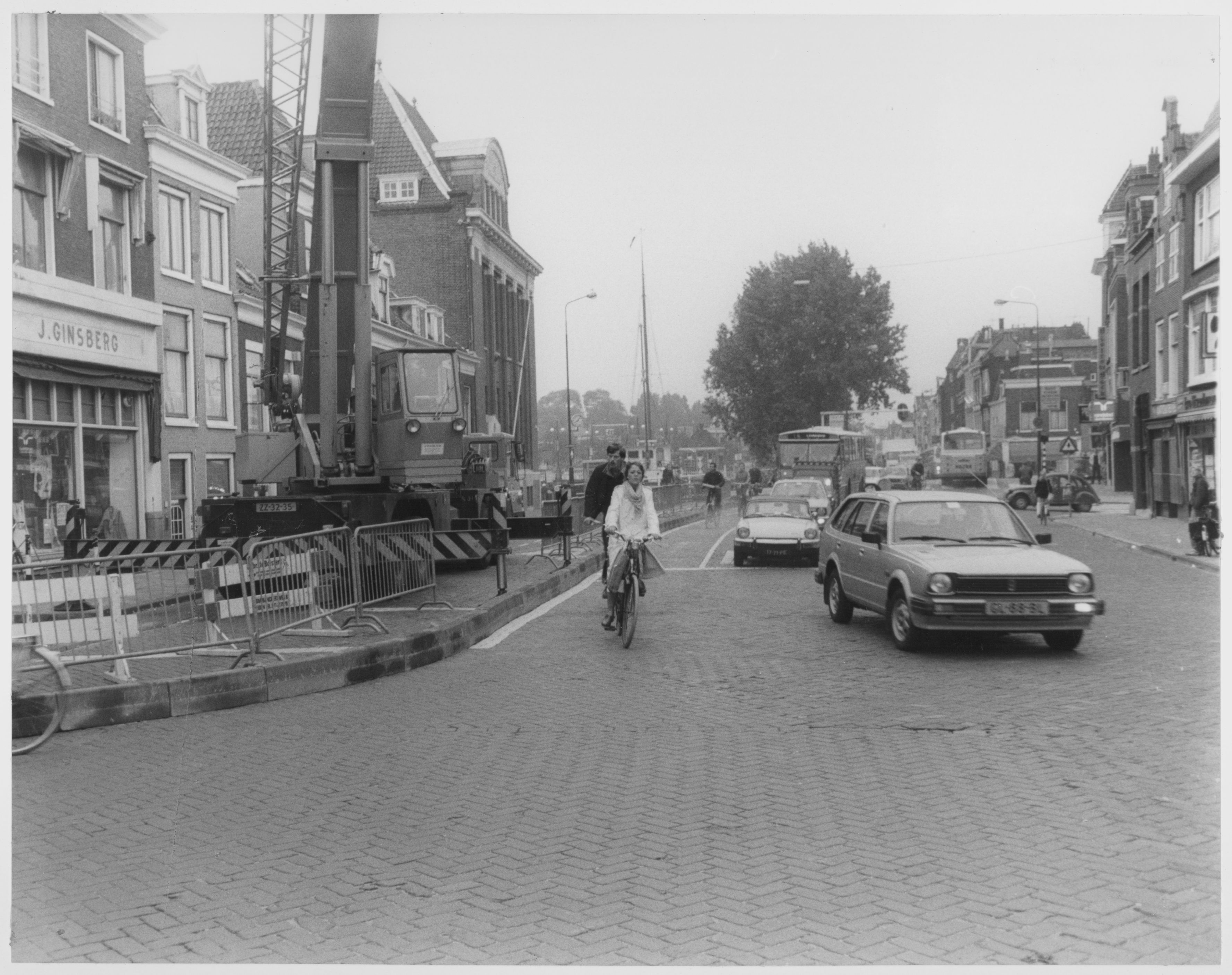
Boekhandel Ginsberg (links) aan het Kort Rapenburg in Leiden (1981)

Zijn boekhandel groeide uit tot een gerenommeerde universiteitsboekhandel en antiquariaat, beroemd om de import van moeilijk verkrijgbare boeken uit Oost-Europa. Daarnaast was hij actief als uitgever, met name van proefschriften en inaugurele redes.
In 1941 werd zijn boekhandel door leden van de NSB uit Den Haag overgenomen. Ginsberg werd in de nacht van 21 op 22 september 1943 in Leiden gearresteerd door de lokale politie. Hij werd overgebracht naar het Huis van Bewaring in Rotterdam. Drie dagen later werd hij gedeporteerd naar Kamp Vught. Uiteindelijk kwam hij op 18 november 1943 op 57-jarige leeftijd om het leven in Auschwitz.
Na de oorlog werd de boekhandel voortgezet door zijn zoon, Jacob Israël, samen met zijn moeder.
Ter nagedachtenis aan Jakob Ginsberg werd in oktober 2024 een Stolperstein geplaatst voor zijn voormalige boekhandel aan het Kort Rapenburg.